# Langage de description de page
Un langage de description de page (en anglais, Page Description Language : PDL) est un langage informatique qui décrit l'apparence d'une page imprimée à un plus haut niveau que l'ensemble des points qui la composent.

## Types de langages
PostScript, l'un des langages de description de page les plus connus, est un langage de programmation, mais de nombreux PDL ne sont pas assez complets pour être considérés comme des langages de programmation.
Les langages de description de page définissent des flux de données textuelles ou binaires. En principe, le même flux de données peut être traité plusieurs fois pour générer plusieurs copies de la même page. Les PDL ne doivent pas être confondus avec les interfaces de programmation comme GDI et OpenGL qui peuvent être appelés par des logiciels pour générer des sorties graphiques.
Les langages de description de page directement interprétés par les imprimantes sont appelés protocoles d'impression.

## Exemples
Certains des langages ci-dessous sont devenus des standards ouverts. Il existe également des langages propriétaires dont les spécifications ne sont pas accessibles publiquement. Parmi ceux-ci, on compte :
- AFP, Advanced Function Presentation
- CPCL, Comtec Printer Control Language (Zebra, Comtec)
- Diablo
- DVI, Device Independent
- EPL, Eltron Programming Language
- ESC/P, Epson Standard Code for Printers, langage utilisé principalement par des imprimantes matricielles
- ESC/P2, une version étendue de ESC/P
- HPGL et HPGL/2, langage géométrique créé par Hewlett-Packard pour ses tables traçantes, utilisé en 2010 pour le dessin technique
- InterPress
- IPDS, Intelligent Printer Data Stream (créé par IBM)
- KPDL, Kyocera Page Description Language
- MODCA
- PPDS, Personal Printer Data Stream, créé par IBM
- LCDS/Metacode, un format créé par Xerox et utilisé dans leurs anciennes imprimantes à grande vitesse
- PDF, Portable Document Format créé par Adobe
- PostScript
- PCL, Printer Command Language créé par Hewlett-Packard
- SPL, Samsung Printer Language[1]
- XPS, XML Paper Specification introduit dans Windows Vista
- UFR, Ultra Fast Rendering[2] créé par Canon
- ZJS, Zenographics ZjStream Page Description Language
- ZPL, Zebra Programming Language
- Canon Printer All Problems click this.